# フェレット (装甲車)
フェレット装甲車（Ferret armoured car ）は、イギリス軍が偵察用に設計した装輪装甲車（偵察戦闘車）であり、一般にはフェレット偵察車（Ferret Scout car ）と呼ばれる。“フェレット(Ferret)”とは家畜化されたケナガイタチの種名である。
イギリス以外にもフランスやイギリス連邦加盟国で広く使用された。

## 概要
フェレット装甲車は、イギリス陸軍が第二次世界大戦中に広く使用していたダイムラー偵察車（ダイムラー・ディンゴ）の後継車両として、同じくダイムラー（デイムラー）社により開発された。1948年にイギリス陸軍から開発が発注され、1949年に試作車が完成、1952年から1971年にかけて4,409両が製造された。
この車両は高速かつ小型であるうえに、頑丈な車体構造と不整地走破能力の高さ故に偵察任務にうってつけの車両である。
イギリス陸軍での運用期間は短かったが、その他のイギリス連邦加盟国で広く使用され、現在でもセントクリストファー・ネビスなどで多数が現役である。小型軽量であることと安価（10,000 USドルから）で入手できるため、軍用以外でも、個人コレクターが所有していることも多く、それらの車両は戦争映画によく登場している。日本国内にも私設博物館の運営者が所有する、公道走行可能な車両（Mk 1/2）が1両のみ現存する。

## 構成
車体は鋼鉄製のモノコック構造で、車体はほぼ密閉されている。4つの車輪はフラットタイヤである。砲塔は全ての車両に装備されているわけではない。標準武装は1挺の7.62mm口径ブレン軽機関銃L4（後にL7 GPMGに更新）のみであるが、イギリス軍の車両は左右に3つずつ発煙弾発射機を追加装備している。
設計と形状は前任のダイムラー偵察車との共通点が多いが、銃眼から固定式の機関銃もしくは対戦車ライフルを突き出す形式であったダイムラー偵察車とは異なり、機関銃付の小型砲塔（銃塔）を装備している。
内部は狭く車長と操縦士の座席をタンデム配置としているほどであるが、比較的安全な車内でティータイムを楽しむために湯沸器（ボイリングベッセル）と紅茶を保温する魔法瓶が標準装備となっている。車体だけでなくボイリングベッセルにも段階的に改良が加えられている。

## 派生型

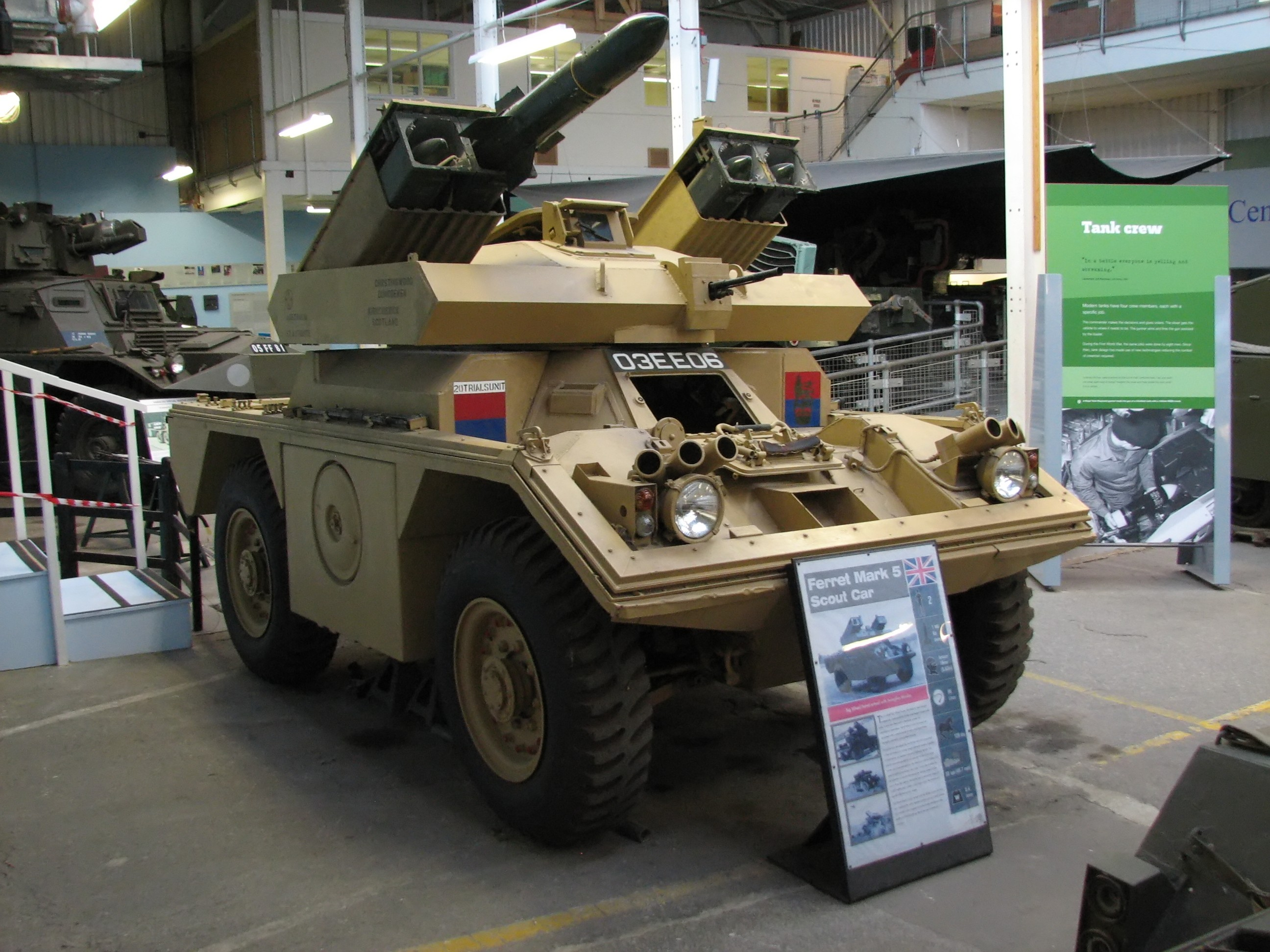
フェレットMk 5。砲塔の左右に連装スウィングファイア対戦車ミサイル発射器を備えている

フェレット装甲車には、砲塔が存在しなかったりヴィジラント対戦車ミサイルを搭載したりしている派生型が存在する。
Mk 1（FV701）
砲塔のないオープントップタイプで、連絡・伝令任務に使用される車両。
Mk 1/1
Mk 1よりも重装甲で、車体天井部分も装甲でふさがれている。
Mk 1/2
天井を高くし、上部にブレン軽機関銃を搭載（後にL7に換装）した派生型。乗員は3名。
Mk 2
FV603 サラセン装甲兵員輸送車の砲塔を搭載した型の初期型。
Mk 2/1-5
装甲強化の小改良が施された型。
Mk 2/6（FV703）
- ヴィジラント対戦車ミサイル発射器を2基装備した型。イギリス軍とアブダビ軍で運用された。

Mk 2/7（FV701）
- ヴィジラント対戦車ミサイルの退役に伴い、Mk 2/6からミサイル発射器を撤去した型。

Mk 4（FV711）
Mk 2のサスペンションを強化し、浮き式の遮蔽版（Flotation screen ）を設けた型。
Mk 5（FV712）
Mk 4の改良型で、幅広薄型の砲塔にスウィングファイア対戦車ミサイル発射器とL7汎用機関銃を搭載した型。

## 実戦投入
第二次世界大戦後に開発された車両であるため、朝鮮戦争へ参加した可能性はある。1956年のスエズ動乱にも投入された。1993年のソマリア内戦へのPKO任務にも、ネパールがフェレット装甲車を派遣している。2022年ロシアのウクライナ侵攻でも、ある程度の数のフェレット装甲車がウクライナに提供され、前線後方で使用された。

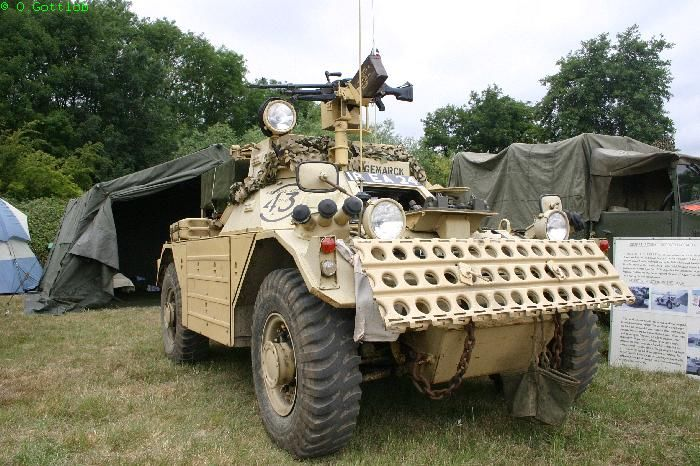
砂漠用迷彩が施されたフェレットMk 1/2
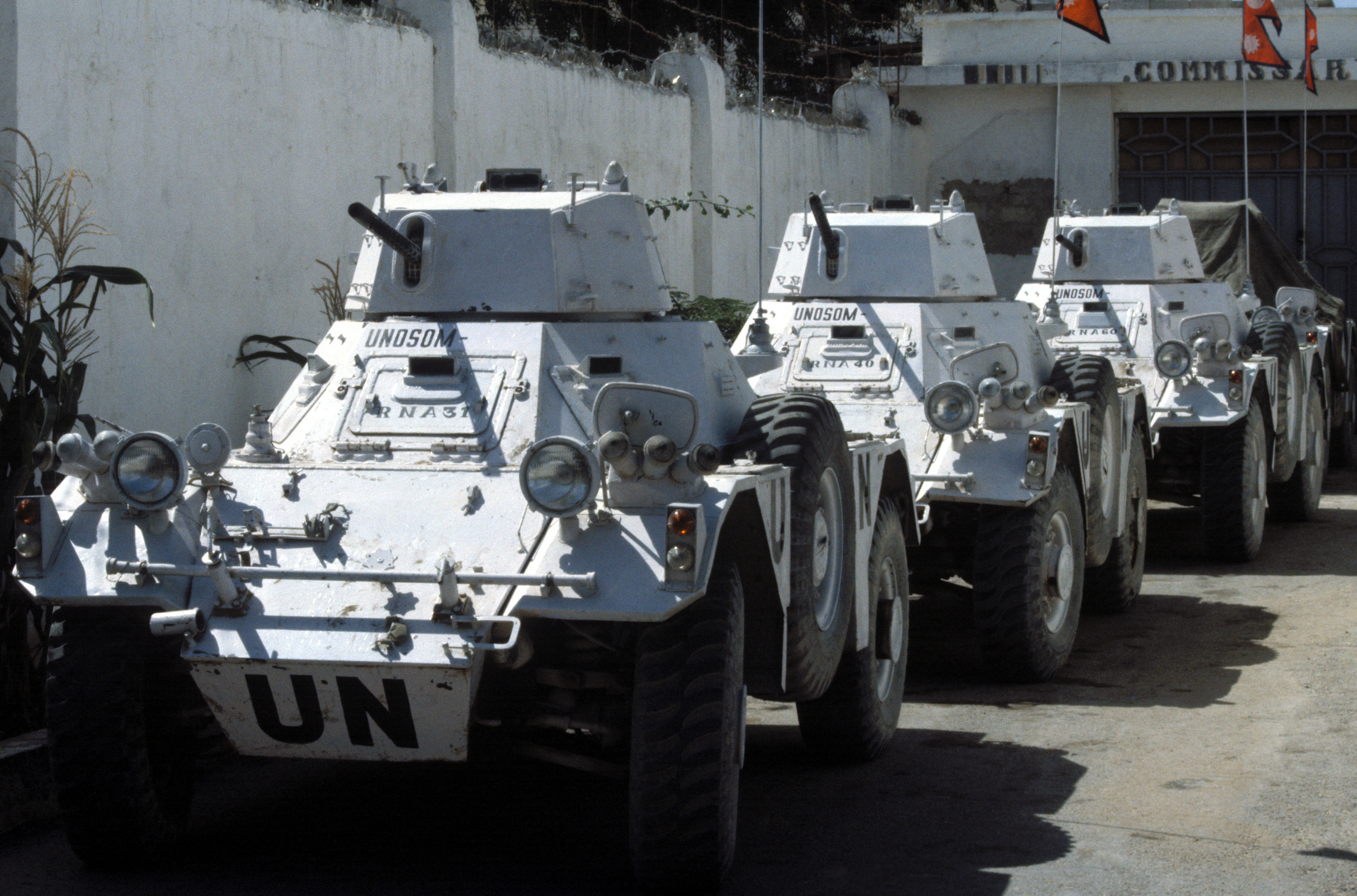
ソマリアへ派遣されたネパール軍のフェレット装甲車

## 運用国

### 現用
- マダガスカル - 2023年時点で、マダガスカル陸軍が10両のFV701 フェレットを保有[5]。
- マラウイ - 2024年時点で、マラウイ陸軍が8両のFV701 フェレットを保有[6]。
- ネパール - 2023年時点で、ネパール陸軍が40両のフェレットを保有[7]。
- ウクライナ - 上記参照。

## 登場作品

### 映画
『THE NEXT GENERATION -パトレイバー-』
特車2課のレイバー指揮車（98式特型指揮車）として登場。日本の軍用車コレクターが所有しているMk 1/2を劇用車として使用。
『デッドゾーン』
回想シーンにドイツ軍装甲車として登場。
『ランボー3/怒りのアフガン』
ソ連軍の偵察車としてMk.Iが登場する。

### 小説
『シグマフォースシリーズ9 ギルドの系譜』
ソマリアでの戦闘シーンで国連平和維持活動軍の装甲車として登場。